# Hausgut
Als Hausgut, auch Eigengut,  bezeichnete man im Mittelalter die Güter, Immobilien, Ländereien sowie die finanziellen Ansprüche (Zehnt) und damit verbundenen hoheitlichen Privilegien einer Adelsfamilie, die innerhalb dieser Familie vererbt wurden. Der Gegenbegriff zum Eigengut ist das Reichsgut. Das Hausgut einer erloschenen Dynastie wurde, insbesondere seit Konrad II., als Reichsgut der nachfolgenden Dynastie betrachtet.